# Liste des distinctions d'Exo
Cet article est la liste des récompenses et des nominations d'EXO.
EXO est un boys band sud-coréano-chinois  sous le label de la SM Entertainment. 
Le boys band ne compte plus que 9 membres (Suho, Baekhyun, Chanyeol, D.O., Kai, Sehun, Xiumin, Lay et Chen) à la suite des départs de trois chanteurs et rappeurs du sous-groupe EXO-M (Kris, Luhan et Tao).

## Asia Artist Awards
| Année | Receveur | Travail nommé | Titre                     | Résultat   | Réf.  |
| ----- | -------- | ------------- | ------------------------- | ---------- | ----- |
| 2016  | EXO      | EXO           | Daesang Award (Singer)    | Lauréat    | [ 1 ] |
| 2016  | EXO      | EXO           | Asia Star Award           | Lauréat    | [ 1 ] |
| 2016  | EXO      | EXO           | Popularity Award (Singer) | Lauréat    | [ 1 ] |
| 2016  | EXO      | EXO           | Baidu Star Award          | Lauréat    | [ 1 ] |
| 2017  | EXO      | EXO           | Daesang Award (Singer)    | Lauréat    | [ 2 ] |
| 2017  | EXO      | EXO           | Famous Award              | Lauréat    | [ 2 ] |
| 2017  | EXO      | EXO           | Popularity Award (Singer) | Lauréat    | [ 2 ] |
| 2018  | EXO      | EXO           | Popularity Award (Singer) | Nomination | [ 2 ] |

## Golden Disk Awards
| Année | Receveur | Travail nommé          | Titre                           | Résultat   | Réf.  |
| ----- | -------- | ---------------------- | ------------------------------- | ---------- | ----- |
| 2013  | EXO-K    | EXO-K                  | Newcomer Award                  | Lauréat    | [ 3 ] |
| 2013  | EXO-K    | EXO-K                  | Popularity Award                | Nomination | [ 3 ] |
| 2013  | EXO-K    | Mama                   | Disk Bonsang                    | Nomination | [ 3 ] |
| 2014  | EXO      | EXO                    | Popularity Award                | Nomination | [ 4 ] |
| 2014  | EXO      | XOXO                   | Disk Bonsang                    | Lauréat    | [ 4 ] |
| 2014  | EXO      | XOXO                   | Disk Daesang                    | Lauréat    | [ 4 ] |
| 2014  | EXO      | Growl                  | Digital Bonsang                 | Nomination | [ 4 ] |
| 2015  | EXO      | Overdose               | Disk Bonsang                    | Lauréat    | [ 5 ] |
| 2015  | EXO      | Overdose               | Disk Daesang                    | Lauréat    | [ 5 ] |
| 2015  | EXO      | Overdose               | Digital Bonsang                 | Nomination | [ 5 ] |
| 2016  | EXO      | EXO                    | Popularity Award                | Nomination | [ 6 ] |
| 2016  | EXO      | EXO                    | Global Popularity Award         | Lauréat    | [ 6 ] |
| 2016  | EXO      | EXODUS                 | Disk Bonsang                    | Lauréat    | [ 6 ] |
| 2016  | EXO      | EXODUS                 | Disk Daesang                    | Lauréat    | [ 6 ] |
| 2016  | EXO      | Call Me Baby           | Digital Bonsang                 | Nomination | [ 6 ] |
| 2017  | EXO      | EXO                    | Popularity Award                | Nomination | [ 7 ] |
| 2017  | EXO      | EXO                    | Global K-Pop Artist Award       | Nomination | [ 7 ] |
| 2017  | EXO      | EXO                    | Ceci Asia Icon Award            | Lauréat    | [ 7 ] |
| 2017  | EXO      | EX'ACT                 | Disk Bonsang                    | Lauréat    | [ 7 ] |
| 2017  | EXO      | EX'ACT                 | Disk Daesang                    | Lauréat    | [ 7 ] |
| 2017  | EXO      | Monster                | Digital Bonsang                 | Nomination | [ 7 ] |
| 2018  | EXO      | EXO                    | Genie Popularity Award          | Lauréat    | [ 8 ] |
| 2018  | EXO      | EXO                    | Global Popularity Award         | Lauréat    | [ 8 ] |
| 2018  | EXO      | EXO                    | Ceci Asia Icon Award            | Lauréat    | [ 8 ] |
| 2018  | EXO      | The War                | Disk Bonsang                    | Lauréat    | [ 8 ] |
| 2018  | EXO      | The War                | Disk Daesang                    | Nomination | [ 8 ] |
| 2019  | EXO      | EXO                    | Popularity Award                | Nomination | [ 9 ] |
| 2019  | EXO      | EXO                    | NetEase Most Popular K-pop Star | Nomination | [ 9 ] |
| 2019  | EXO      | Universe               | Digital Bonsang                 | Nomination | [ 9 ] |
| 2019  | EXO      | Don't Mess Up My Tempo | Disk Bonsang                    | Lauréat    | [ 9 ] |
| 2019  | EXO      | Don't Mess Up My Tempo | Disk Daesang                    | Nomination | [ 9 ] |

## Korean Music Awards
| Année | Receveur | Travail nommé | Titre                        | Résultat   | Réf.   |
| ----- | -------- | ------------- | ---------------------------- | ---------- | ------ |
| 2013  | EXO      | EXO           | Rookie of the Year           | Nomination | [ 10 ] |
| 2014  | EXO      | EXO           | Group Musician of the Year   | Lauréat    | [ 10 ] |
| 2014  | EXO      | Growl         | Song of the Year             | Nomination | [ 10 ] |
| 2014  | EXO      | Growl         | Best Dance & Electronic Song | Lauréat    | [ 10 ] |

## MelOn Music Awards
| Année | Receveur | Travail nommé | Titre                    | Résultat   | Réf.   |
| ----- | -------- | ------------- | ------------------------ | ---------- | ------ |
| 2012  | EXO-K    | EXO           | Global Star Award        | Nomination | [ 11 ] |
| 2013  | EXO      | EXO           | Global Star Award        | Nomination | [ 12 ] |
| 2013  | EXO      | EXO           | Artist of the Year       | Nomination | [ 12 ] |
| 2013  | EXO      | EXO           | Netizen Popularity Award | Lauréat    | [ 12 ] |
| 2013  | EXO      | EXO           | Top 10 Artists           | Lauréat    | [ 12 ] |
| 2013  | EXO      | XOXO          | Album of the Year        | Nomination | [ 12 ] |
| 2013  | EXO      | Growl         | Song of the Year         | Lauréat    | [ 12 ] |
| 2013  | EXO      | Growl         | Music Video Award        | Nomination | [ 12 ] |
| 2014  | EXO      | EXO           | Artist of the Year       | Nomination | [ 13 ] |
| 2014  | EXO      | EXO           | Top 10 Artists           | Lauréat    | [ 13 ] |
| 2014  | EXO      | Overdose      | Album of the Year        | Nomination | [ 13 ] |
| 2015  | EXO      | EXO           | Artist of the Year       | Nomination | [ 14 ] |
| 2015  | EXO      | EXO           | Top 10 Artists           | Lauréat    | [ 14 ] |
| 2015  | EXO      | EXO           | Netizen Popularity Award | Nomination | [ 14 ] |
| 2015  | EXO      | EXODUS        | Album of the Year        | Lauréat    | [ 14 ] |
| 2015  | EXO      | Call Me Baby  | Song of the Year         | Nomination | [ 14 ] |
| 2016  | EXO      | EXO           | Artist of the Year       | Lauréat    | [ 15 ] |
| 2016  | EXO      | EXO           | Top 10 Artists           | Lauréat    | [ 15 ] |
| 2016  | EXO      | EXO           | Netizen Popularity Award | Lauréat    | [ 15 ] |
| 2016  | EXO      | EXO           | Kakao Hot Star Award     | Lauréat    | [ 15 ] |
| 2016  | EXO      | EX'ACT        | Album of the Year        | Nomination | [ 15 ] |
| 2016  | EXO      | Monster       | Best Male Dance          | Lauréat    | [ 15 ] |
| 2017  | EXO      | EXO           | Artist of the Year       | Lauréat    | [ 16 ] |
| 2017  | EXO      | EXO           | Top 10 Artists           | Lauréat    | [ 16 ] |
| 2017  | EXO      | EXO           | Netizen Popularity Award | Lauréat    | [ 16 ] |
| 2017  | EXO      | EXO           | Kakao Hot Star Award     | Nomination | [ 16 ] |
| 2017  | EXO      | The War       | Album of the Year        | Nomination | [ 16 ] |
| 2017  | EXO      | Ko Ko Bop     | Song of the Year         | Nomination | [ 16 ] |
| 2017  | EXO      | Ko Ko Bop     | Best Male Dance          | Lauréat    | [ 16 ] |
| 2018  | EXO      | EXO           | Artist of the Year       | Nomination | [ 17 ] |
| 2018  | EXO      | EXO           | Top 10 Artists           | Lauréat    | [ 17 ] |
| 2018  | EXO      | EXO           | Netizen Popularity Award | Nomination | [ 17 ] |
| 2018  | EXO      | Universe      | Album of the Year        | Nomination | [ 17 ] |
| 2019  | EXO      | EXO           | Top 10 Artists           | Lauréat    | [ 18 ] |

## Mnet Asian Music Awards
| Année | Receveur | Travail nommé          | Titre                                    | Résultat   | Réf.   |
| ----- | -------- | ---------------------- | ---------------------------------------- | ---------- | ------ |
| 2012  | EXO-K    | EXO                    | Artist of the Year                       | Nomination | ,      |
| 2012  | EXO-K    | EXO                    | Best New Male Artist                     | Nomination | ,      |
| 2012  | EXO      | EXO                    | Best New Asian Artist Group              | Lauréat    | ,      |
| 2013  | EXO      | EXO                    | Best Dance Performance – Male Group      | Nomination | [ 22 ] |
| 2013  | EXO      | EXO                    | Best Male Group                          | Nomination | [ 22 ] |
| 2013  | EXO      | EXO                    | BC – UnionPay Artist of the Year         | Nomination | [ 22 ] |
| 2013  | EXO      | Growl                  | BC – UnionPay Song of the Year           | Nomination | [ 22 ] |
| 2013  | EXO      | XOXO                   | BC – UnionPay Album of the Year          | Lauréat    | [ 22 ] |
| 2014  | EXO      | EXO                    | Best Asian Style Award                   | Lauréat    | [ 23 ] |
| 2014  | EXO      | EXO                    | Best Dance Performance Male Group        | Nomination | [ 23 ] |
| 2014  | EXO      | EXO                    | Best Male Group                          | Lauréat    | [ 23 ] |
| 2014  | EXO      | EXO                    | UnionPay Artist of the Year in Asia      | Lauréat    | [ 23 ] |
| 2014  | EXO      | Overdose               | UnionPay Song of the Year                | Nomination | [ 23 ] |
| 2014  | EXO      | Overdose               | UnionPay Album of the Year               | Lauréat    | [ 23 ] |
| 2015  | EXO      | EXO                    | Best Male Group                          | Lauréat    | [ 24 ] |
| 2015  | EXO      | EXO                    | Oupu – Best Dance Performance Male Group | Nomination | [ 24 ] |
| 2015  | EXO      | EXO                    | Weibo – Global Fan's Choice Male Group   | Lauréat    | [ 24 ] |
| 2015  | EXO      | EXO                    | iQiyi – Worldwide Favourite Artist       | Nomination | [ 24 ] |
| 2015  | EXO      | EXO                    | Best Asian Style Award                   | Lauréat    | [ 24 ] |
| 2015  | EXO      | EXO                    | UnionPay Artist of the Year              | Nomination | [ 24 ] |
| 2015  | EXO      | Call Me Baby           | UnionPay Song of the Year                | Nomination | [ 24 ] |
| 2015  | EXO      | EXODUS                 | UnionPay Album of the Year               | Lauréat    | [ 24 ] |
| 2016  | EXO      | EXO                    | Best Male Group                          | Lauréat    | [ 25 ] |
| 2016  | EXO      | EXO                    | Best Dance Performance Male Group        | Nomination | [ 25 ] |
| 2016  | EXO      | EXO                    | iQiyi – Worldwide Favourite Artist       | Nomination | [ 25 ] |
| 2016  | EXO      | EXO                    | Best Asian Style Award                   | Lauréat    | [ 25 ] |
| 2016  | EXO      | EXO                    | HotelsCombined – Artist of the Year      | Nomination | [ 25 ] |
| 2016  | EXO      | Monster                | HotelsCombined – Song of the Year        | Nomination | [ 25 ] |
| 2016  | EXO      | EX'ACT                 | HotelsCombined – Album of the Year       | Lauréat    | [ 25 ] |
| 2017  | EXO      | EXO                    | Best Male Group                          | Nomination | [ 26 ] |
| 2017  | EXO      | EXO                    | Qoo10 – Favorite KPOP Star               | Nomination | [ 26 ] |
| 2017  | EXO      | EXO                    | Qoo10 – Artist of the Year               | Nomination | [ 26 ] |
| 2017  | EXO      | Ko Ko Bop              | Mwave Global Fans' Choice                | Lauréat    | [ 26 ] |
| 2017  | EXO      | Ko Ko Bop              | Best Dance Performance Male Group        | Nomination | [ 26 ] |
| 2017  | EXO      | Ko Ko Bop              | Qoo10 – Song of the Year                 | Nomination | [ 26 ] |
| 2017  | EXO      | Power                  | Best Music Video                         | Nomination | [ 26 ] |
| 2017  | EXO      | The War                | Qoo10 – Album of the Year                | Lauréat    | [ 26 ] |
| 2019  | EXO      | EXO                    | Best Male Group                          | Nomination | [ 27 ] |
| 2019  | EXO      | EXO                    | Worldwide Fans’ Choice Top 10            | Lauréat    | [ 27 ] |
| 2019  | EXO      | EXO                    | Artist of the Year                       | Nomination | [ 27 ] |
| 2019  | EXO      | Tempo                  | Best Dance Performance Male Group        | Nomination | [ 27 ] |
| 2019  | EXO      | Tempo                  | Song of the Year                         | Nomination | [ 27 ] |
| 2019  | EXO      | Don't Mess Up My Tempo | Album of the Year                        | Nomination | [ 27 ] |

## Japan Gold Disc Awards
| Année | Receveur | Travail nommé | Titre                          | Résultat | Réf.   |
| ----- | -------- | ------------- | ------------------------------ | -------- | ------ |
| 2016  | EXO      | EXO           | New Artist of the Year (Asian) | Lauréat  | [ 28 ] |
| 2016  | EXO      | EXO           | Best 3 New Artists             | Lauréat  | [ 28 ] |

## Gaon Chart K-Pop Awards
| Année | Receveur | Travail nommé                         | Titre                                      | Résultat   | Réf.   |
| ----- | -------- | ------------------------------------- | ------------------------------------------ | ---------- | ------ |
| 2014  | EXO      | EXO                                   | Popularity Award                           | Lauréat    | [ 29 ] |
| 2014  | EXO      | XOXO                                  | Artist of the Year (Album) - 3rd Quarter   | Lauréat    | [ 29 ] |
| 2014  | EXO      | Miracles in December                  | Artist of the Year (Album) - 4th Quarter   | Lauréat    | [ 29 ] |
| 2015  | EXO      | EXO                                   | Popularity Award                           | Lauréat    | [ 30 ] |
| 2015  | EXO      | Overdose                              | Artist of the Year (Album) - 2nd Quarter   | Lauréat    | [ 30 ] |
| 2016  | EXO      | EXO                                   | Popularity Award                           | Lauréat    | [ 31 ] |
| 2016  | EXO      | EXODUS                                | Artist of the Year (Album) - 1st Quarter   | Lauréat    | [ 31 ] |
| 2016  | EXO      | Love Me Right                         | Artist of the Year (Album) - 2nd Quarter   | Lauréat    | [ 31 ] |
| 2016  | EXO      | Sing for You                          | Artist of the Year (Album) - 4th Quarter   | Lauréat    | [ 31 ] |
| 2017  | EXO      | EXO                                   | Popularity Award                           | Lauréat    | [ 32 ] |
| 2017  | EXO      | EX'ACT (Version coréenne)             | Artist of the Year (Album) - 2nd Quarter   | Lauréat    | [ 32 ] |
| 2017  | EXO      | EX'ACT (Version chinoise)             | Artist of the Year (Album) - 2nd Quarter   | Nomination | [ 32 ] |
| 2017  | EXO      | Lotto (Version coréenne)              | Artist of the Year (Album) - 3rd Quarter   | Lauréat    | [ 32 ] |
| 2017  | EXO      | Lotto (Version chinoise)              | Artist of the Year (Album) - 3rd Quarter   | Nomination | [ 32 ] |
| 2017  | EXO      | For Life                              | Artist of the Year (Album) - 4th Quarter   | Nomination | [ 32 ] |
| 2017  | EXO      | Monster                               | Song of the Year (Digital) - June          | Nomination | [ 32 ] |
| 2017  | EXO      | Dancing King (avec Yoo Jae-suk)       | Song of the Year (Digital) - September     | Nomination | [ 32 ] |
| 2018  | EXO      | EXO                                   | Popularity Award                           | Nomination | [ 33 ] |
| 2018  | EXO      | The War (Version coréenne)            | Artist of the Year (Album) - 3rd Quarter   | Nomination | [ 33 ] |
| 2018  | EXO      | The Power of Music (Version coréenne) | Artist of the Year (Album) - 3rd Quarter   | Nomination | [ 33 ] |
| 2018  | EXO      | Universe                              | Artist of the Year (Album) - 4th Quarter   | Nomination | [ 33 ] |
| 2018  | EXO      | Ko Ko Bop                             | Song of the Year (Digital) - July          | Lauréat    | [ 33 ] |
| 2018  | EXO      | Universe                              | Song of the Year (Digital) - December      | Nomination | [ 33 ] |
| 2019  | EXO      | Tempo                                 | Song of the Year (Digital) - November      | Nomination | [ 34 ] |
| 2019  | EXO      | Don't Mess Up My Tempo                | Artist of the Year (Album) - 4th Quarter   | Lauréat    | [ 34 ] |
| 2019  | EXO      | Love Shot                             | Artist of the Year (Album) - 4th Quarter   | Nomination | [ 34 ] |
| 2020  | EXO      | Love Shot                             | Song of the Year (Digital) - December 2018 | Nomination | [ 35 ] |
| 2020  | EXO      | Obsession                             | Artist of the Year (Album) - 4th Quarter   | Lauréat    | [ 35 ] |
| 2020  | EXO      | EXO                                   | Top Kit Seller of the Year                 | Lauréat    | [ 35 ] |

## Seoul Music Awards
| Année | Receveur | Travail nommé | Titre                                 | Résultat   | Réf.   |
| ----- | -------- | ------------- | ------------------------------------- | ---------- | ------ |
| 2013  | EXO-K    | EXO-K         | New Artist Award                      | Lauréat    | [ 36 ] |
| 2013  | EXO-K    | EXO-K         | Mobile Popularity Award               | Nomination | [ 36 ] |
| 2014  | EXO      | EXO           | Bonsang Awards                        | Lauréat    | [ 37 ] |
| 2014  | EXO      | EXO           | Mobile Popularity Award               | Nomination | [ 37 ] |
| 2014  | EXO      | EXO           | Daesang Award                         | Lauréat    | [ 37 ] |
| 2014  | EXO      | Growl         | Record of the Year in Digital Release | Lauréat    | [ 37 ] |
| 2015  | EXO      | EXO           | Bonsang Awards                        | Lauréat    | [ 38 ] |
| 2015  | EXO      | EXO           | Mobile Popularity Award               | Nomination | [ 38 ] |
| 2015  | EXO      | EXO           | iQiyi Popularity Award                | Lauréat    | [ 38 ] |
| 2015  | EXO      | EXO           | Daesang Award                         | Lauréat    | [ 38 ] |
| 2016  | EXO      | EXO           | Bonsang Awards                        | Lauréat    | [ 39 ] |
| 2016  | EXO      | EXO           | Mobile Popularity Award               | Nomination | [ 39 ] |
| 2016  | EXO      | EXO           | Hallyu Special Award                  | Lauréat    | [ 39 ] |
| 2016  | EXO      | EXO           | Daesang Award                         | Lauréat    | [ 39 ] |
| 2016  | EXO      | EXODUS        | Record of the Year in Digital Release | Nomination | [ 39 ] |
| 2017  | EXO      | EXO           | Bonsang Awards                        | Lauréat    | [ 40 ] |
| 2017  | EXO      | EXO           | Mobile Popularity Award               | Nomination | [ 40 ] |
| 2017  | EXO      | EXO           | Hallyu Special Award                  | Nomination | [ 40 ] |
| 2017  | EXO      | EXO           | Fandom School Award                   | Lauréat    | [ 40 ] |
| 2017  | EXO      | EXO           | Daesang Award                         | Lauréat    | [ 40 ] |
| 2018  | EXO      | EXO           | Bonsang Awards                        | Lauréat    | [ 41 ] |
| 2018  | EXO      | EXO           | Mobile Popularity Award               | Nomination | [ 41 ] |
| 2018  | EXO      | EXO           | Hallyu Special Award                  | Lauréat    | [ 41 ] |
| 2018  | EXO      | EXO           | Fandom School Award                   | Lauréat    | [ 41 ] |
| 2018  | EXO      | EXO           | Daesang Award                         | Nomination | [ 41 ] |
| 2019  | EXO      | EXO           | Bonsang Awards                        | Lauréat    | [ 42 ] |
| 2019  | EXO      | EXO           | Hallyu Special Award                  | Lauréat    | [ 42 ] |
| 2019  | EXO      | EXO           | Popularity Award                      | Nomination | [ 42 ] |
| 2019  | EXO      | EXO           | Daesang Award                         | Nomination | [ 42 ] |
| 2020  | EXO      | EXO           | Bonsang Awards                        | Lauréat    | [ 43 ] |
| 2020  | EXO      | EXO           | Hallyu Special Award                  | Lauréat    | [ 43 ] |
| 2020  | EXO      | EXO           | Popularity Award                      | Lauréat    | [ 43 ] |
| 2020  | EXO      | EXO           | Daesang Award                         | Nomination | [ 43 ] |
| 2020  | EXO      | EXO           | QQ Music Popularity Award             | Lauréat    | [ 43 ] |

## Soribada Best K-Music Awards
| Année | Receveur | Travail nommé | Titre                       | Résultat   | Réf.   |
| ----- | -------- | ------------- | --------------------------- | ---------- | ------ |
| 2017  | EXO      | EXO           | New Hallyu Popularity Award | Lauréat    | [ 44 ] |
| 2017  | EXO      | EXO           | Bonsang Award               | Lauréat    | [ 44 ] |
| 2017  | EXO      | EXO           | Daesang Award               | Lauréat    | [ 44 ] |
| 2018  | EXO      | EXO           | People's Choice Award       | Lauréat    | [ 45 ] |
| 2018  | EXO      | EXO           | Bonsang Award               | Nomination | [ 45 ] |
| 2019  | EXO      | EXO           | Popularity Award (Male)     | Nomination |        |

## SBS Awards Festival
| Année | Receveur | Travail nommé | Titre           | Résultat | Réf.   |
| ----- | -------- | ------------- | --------------- | -------- | ------ |
| 2014  | EXO      | EXO           | Top 10 Artists  | Lauréat  | [ 46 ] |
| 2014  | EXO      | EXO           | Best Male Group | Lauréat  | [ 46 ] |
| 2014  | EXO      | Overdose      | Best Album      | Lauréat  | [ 46 ] |

## KBS Awards

### KBS Song Festival
| Année | Receveur | Travail nommé | Titre            | Résultat | Réf.   |
| ----- | -------- | ------------- | ---------------- | -------- | ------ |
| 2013  | EXO      | Growl         | Song of the Year | Lauréat  | [ 47 ] |

### KBS World Radio
| Année | Receveur | Travail nommé | Titre                 | Résultat   | Réf.   |
| ----- | -------- | ------------- | --------------------- | ---------- | ------ |
| 2016  | EXO      | Monster       | Best Song             | Nomination | [ 48 ] |
| 2016  | EXO      | Lotto         | Best Song             | Nomination | [ 48 ] |
| 2016  | EXO      | EXO           | Male Idol Group Award | Nomination | [ 48 ] |

### KBS World Global Fan Awards
| Année | Receveur | Travail nommé | Titre              | Résultat | Réf.   |
| ----- | -------- | ------------- | ------------------ | -------- | ------ |
| 2018  | EXO      | EXO           | Best Artist - Male | Lauréat  | [ 49 ] |

## World Music Awards
| Année | Receveur | Travail nommé | Titre                              | Résultat   | Réf.   |
| ----- | -------- | ------------- | ---------------------------------- | ---------- | ------ |
| 2014  | EXO      | EXO           | World's Best Group                 | Nomination | [ 50 ] |
| 2014  | EXO      | EXO           | World's Best Live Act              | Nomination | [ 50 ] |
| 2014  | EXO      | EXO           | World's Best Fanbase               | Nomination | [ 50 ] |
| 2014  | EXO      | EXO           | World's Best Selling Korean Artist | Lauréat    | [ 50 ] |
| 2014  | EXO      | Growl         | World's Best Song                  | Lauréat    | [ 50 ] |

## Livre Guinness des records
| Année | Receveur | Travail nommé | Titre                                                                  | Résultat | Réf.   |
| ----- | -------- | ------------- | ---------------------------------------------------------------------- | -------- | ------ |
| 2018  | EXO      | EXO           | Most Daesang ("Grand Prize") awards won at the Mnet Asian Music Awards | Lauréat  | [ 51 ] |

## Autres
| Année | Titre                                          | Catégorie                                         | Travail nommé | Résultat   | Réf.   |
| ----- | ---------------------------------------------- | ------------------------------------------------- | ------------- | ---------- | ------ |
| 2012  | Korean Entertainment Art Awards                | Rookie Singer Award                               | EXO-K         | Lauréat    | [ 52 ] |
| 2012  | Arirang's Simply K-Pop Awards                  | Super Idol Rookie of the Year                     | EXO-K         | Lauréat    |        |
| 2012  | SBS Pop Asia Awards                            | MV of the Year (History)                          | EXO-K         | Lauréat    | [ 53 ] |
| 2012  | SBS Pop Asia Awards                            | Best Rookie Group                                 | EXO           | Lauréat    | [ 53 ] |
| 2012  | Tower Record (K-Pop Lovers! Awards)            | Best Rookie of the Year (First-Half)              | EXO           | Lauréat    | [ 54 ] |
| 2012  | Tower Record (K-Pop Lovers! Awards)            | Best Rookie of 2012                               | EXO           | Lauréat    |        |
| 2012  | Mengniu Music Billboard Festival               | Best Dressed Award                                | EXO           | Lauréat    | [ 55 ] |
| 2012  | Mengniu Music Billboard Festival               | Most Popular Group of the Year                    | EXO-M         | Lauréat    | [ 55 ] |
| 2013  | 1st Yinyuetai V-Chart Awards                   | Mainland China's Most Popular Artist              | EXO-M         | Lauréat    | [ 56 ] |
| 2013  | 1st Yinyuetai V-Chart Awards                   | Mainland China's Best Rookie Group                | EXO-M         | Lauréat    | [ 56 ] |
| 2013  | 13th Top Chinese Music Awards                  | Most Popular Group                                | EXO-M         | Lauréat    | [ 57 ] |
| 2013  | 6th Top Chinese Music Billboard Awards         | Most Popular Group of the Year                    | EXO-M         | Lauréat    |        |
| 2013  | 6th Top Chinese Music Billboard Awards         | Best Group Award                                  | EXO           | Lauréat    |        |
| 2013  | 2013 Asian Idol Awards                         | Asian Popular Group Award                         | EXO           | Lauréat    | [ 58 ] |
| 2013  | 1st Hawaii International Music Awards Festival | Artist of the Year                                | EXO           | Lauréat    | [ 59 ] |
| 2013  | Asia Young Style Awards                        | Most Popular Group                                | EXO           | Lauréat    |        |
| 2013  | 6th Style Icon Awards                          | The Syndrome-Causing Rookie Idols                 | EXO           | Nomination |        |
| 2013  | 2013 MTV Europe Music Awards                   | Best Korea Act                                    | EXO           | Lauréat    | [ 60 ] |
| 2013  | 2013 MTV Europe Music Awards                   | Best Japan & Korea Act                            | EXO           | Lauréat    | [ 60 ] |
| 2013  | 2013 MTV Europe Music Awards                   | Worldwide Act                                     | EXO           | Nomination | [ 60 ] |
| 2013  | 2013 Baidu Music Awards                        | Most Popular Group Award                          | EXO           | Lauréat    |        |
| 2014  | iF Design Awards                               | Best Packaging Design (XOXO)                      | EXO           | Lauréat    | [ 61 ] |
| 2014  | iF Design Awards                               | Best Packaging Design (Growl)                     | EXO           | Lauréat    | [ 61 ] |
| 2014  | iF Design Awards                               | 'Brand Identity' Design                           | EXO           | Nomination | [ 61 ] |
| 2014  | 2014 MYX Music Awards                          | Favourite K-Pop Video (Wolf)                      | EXO           | Lauréat    |        |
| 2014  | Korean Entertainment Art Awards                | Group Singer Award                                | EXO           | Lauréat    |        |
| 2014  | 2nd Yinyuetai V-Chart Awards                   | Album of the Year — Korea (XOXO)                  | EXO           | Lauréat    | [ 62 ] |
| 2014  | 26th Korean PD Awards                          | Singer/Performer Award                            | EXO           | Lauréat    |        |
| 2014  | 18th Chinese Music Awards                      | Asia's Most Influential Group Award               | EXO           | Lauréat    |        |
| 2014  | 2014 Red Dot Design Awards                     | Communication Design Award Package (MAMA)         | EXO           | Lauréat    | [ 63 ] |
| 2014  | 2014 Red Dot Design Awards                     | Communication Design Award Package (XOXO)         | EXO           | Lauréat    | [ 63 ] |
| 2014  | 2014 Korean Popular Culture and Arts Awards    | The Ministry of Culture, Sports and Tourism Award | EXO           | Lauréat    | [ 64 ] |
| 2014  | Japan's Tower Records Chart                    | Best-selling K-pop Album of the Year              | EXO           | Lauréat    |        |
| 2014  | 8th Miguhui Awards                             | Asia Best Popular Group Award                     | EXO           | Lauréat    | [ 65 ] |
| 2014  | 8th Miguhui Awards                             | Best Performance Award (Overdose)                 | EXO           | Lauréat    | [ 65 ] |
| 2014  | 2014 SBS MTV Best of The Best                  | Best Male Group                                   | EXO           | Lauréat    | [ 66 ] |
| 2014  | 2014 SBS MTV Best of The Best                  | Best Male Video                                   | EXO           | Lauréat    | [ 66 ] |
| 2014  | 2014 SBS MTV Best of The Best                  | Artist of the Year                                | EXO           | Nomination | [ 66 ] |
| 2014  | 2014 MBC Entertainment Awards                  | Popularity Award for Singers                      | EXO           | Lauréat    |        |
| 2014  | 2014 Bugs Awards                               | Artist of the Year for Male Group                 | EXO-K         | Lauréat    |        |
| 2014  | 2014 Bugs Awards                               | Top 10 Albums (Overdose)                          | EXO-K         | Lauréat    |        |
| 2015  | 14th Huading Awards                            | Best International Group Award                    | EXO           | Lauréat    |        |
| 2015  | 2014 Youku Night                               | Asian Influential Group Award                     | EXO           | Lauréat    | [ 67 ] |
| 2015  | 2014 Youku Night                               | Hottest Male Group Award                          | EXO           | Lauréat    | [ 67 ] |
| 2015  | 3rd YinYueTai V-Chart Awards                   | Album of the Year — Korea (Overdose)              | EXO           | Lauréat    | [ 68 ] |
| 2015  | 2015 Busan International Advertising Festival  | ADSTARS Award                                     | EXO           | Nomination |        |
| 2015  | 42nd Korea Broadcasting Awards                 | Singer Award                                      | EXO           | Lauréat    |        |
| 2015  | 2016 iQiyi All-Star Scream Night Carnival      | Asia Most Popular Group Award                     | EXO           | Lauréat    |        |
| 2015  | MBC Music Show Champion Awards                 | Best Champion Songs of 2015 (Call Me Baby)        | EXO           | Lauréat    |        |
| 2015  | 2015 MBC Entertainment Awards                  | Popularity Award for Singers                      | EXO           | Lauréat    |        |
| 2016  | 16th Top Chinese Music Awards                  | Most Popular Overseas Group                       | EXO           | Lauréat    | [ 69 ] |
| 2016  | 16th Top Chinese Music Awards                  | Band of the Year                                  | EXO           | Lauréat    | [ 69 ] |
| 2016  | 4th YinYueTai V-Chart Awards                   | Album of the Year — Korea (EXODUS)                | EXO           | Lauréat    |        |
| 2016  | 18e cérémonie des Teen Choice Awards           | Choice International Artist                       | EXO           | Nomination |        |
| 2016  | SBS PopAsia Awards                             | Best Boy Band                                     | EXO           | Nomination | ,      |
| 2016  | SBS PopAsia Awards                             | Hottest MV (Monster)                              | EXO           | Nomination | ,      |
| 2016  | SBS PopAsia Awards                             | Hottest MV (Lotto)                                | EXO           | Lauréat    | ,      |
| 2017  | CJ E&M America Awards                          | Best M Countdown Performance (Monster)            | EXO           | Lauréat    |        |
| 2017  | 2017 V Live Awards                             | Global Artist Top 10                              | EXO           | Lauréat    |        |
| 2017  | 4th EDaily Culture Awards                      | Top Excellence Award — Concert (The EXO'rDIUM)    | EXO           | Lauréat    |        |
| 2017  | 5th YinYueTai V-Chart Awards                   | Most Influential Group in Asia                    | EXO           | Lauréat    |        |
| 2017  | 19e cérémonie des Teen Choice Awards           | Choice International Artist                       | EXO           | Nomination |        |
| 2017  | 1st Elle Style Awards                          | Super K-Pop Group Award                           | EXO           | Lauréat    |        |
| 2017  | 2017 Korean Popular Culture and Arts Awards    | Prime Minister Commendation                       | EXO           | Lauréat    |        |
| 2018  | Fandom School Awards                           | Daesang                                           | EXO           | Lauréat    |        |
| 2018  | V Live Awards                                  | Global Artist Top 10                              | EXO           | Lauréat    |        |
| 2018  | W Korea 13th Anniversary Award                 | Best Blockbuster                                  | EXO           | Lauréat    | [ 72 ] |
| 2018  | BreakTudo Awards                               | K-pop Male Group                                  | EXO           | Nomination | [ 73 ] |
| 2018  | 2018 V Live Awards                             | Global Artist Top 10                              | EXO           | Lauréat    |        |
| 2018  | 20e cérémonie des Teen Choice Awards           | Choice International Artist                       | EXO           | Nomination |        |
| 2018  | MTV Millennial Awards                          | Revolution K-pop                                  | EXO           | Nomination |        |
| 2018  | MTV Millennial Awards                          | Fandom of the Year                                | EXO           | Nomination |        |
| 2018  | MTV Millennial Awards Brazil                   | K-pop Explosion                                   | EXO           | Nomination |        |
| 2018  | Global Fan Awards                              | Fandom Award                                      | EXO           | Lauréat    |        |
| 2018  | Korea Best Star Awards                         | Korea Top Singer Award                            | EXO           | Lauréat    |        |

## Programmes de classements musicaux

### The Show
| Année | Date     | Chanson         |
| ----- | -------- | --------------- |
| 2015  | 28 avril | "Call Me Baby"  |
| 2015  | 16 juin  | "Love Me Right" |

### Show Champion
| Année | Date         | Chanson                              |
| ----- | ------------ | ------------------------------------ |
| 2013  | 19 juin      | "늑대와 미녀 (Wolf)"                 |
| 2013  | 21 août      | "으르렁 (Growl)"                     |
| 2013  | 28 août      | "으르렁 (Growl)"                     |
| 2013  | 4 septembre  | "으르렁 (Growl)"                     |
| 2013  | 18 décembre  | "12월의 기적 (Miracles in December)" |
| 2014  | 14 mai       | "중독 (Overdose)" (EXO-K)            |
| 2015  | 8 avril      | "Call Me Baby",                      |
| 2015  | 15 avril     | "Call Me Baby",                      |
| 2015  | 22 avril     | "Call Me Baby",                      |
| 2015  | 10 juin      | "Love Me Right",                     |
| 2015  | 17 juin      | "Love Me Right",                     |
| 2015  | 24 juin      | "Love Me Right",                     |
| 2016  | 22 juin      | "Monster"                            |
| 2016  | 31 août      | "Lotto"                              |
| 2017  | 26 juillet   | "Ko Ko Bop"                          |
| 2017  | 2 août       | "Ko Ko Bop"                          |
| 2017  | 13 septembre | "Power"                              |
| 2019  | 11 décembre  | "Obsession"                          |

### M! Countdown
| Année | Date          | Chanson                              |
| ----- | ------------- | ------------------------------------ |
| 2013  | 22 août       | "으르렁 (Growl)"                     |
| 2013  | 29 août       | "으르렁 (Growl)"                     |
| 2013  | 5 septembre   | "으르렁 (Growl)"                     |
| 2013  | 19 décembre   | "12월의 기적 (Miracles in December)" |
| 2013  | 26 décembre   | "12월의 기적 (Miracles in December)" |
| 2014  | 2 janvier     | "12월의 기적 (Miracles in December)" |
| 2014  | 15 mai        | "중독 (Overdose)" (EXO-K),           |
| 2014  | 22 mai        | "중독 (Overdose)" (EXO-K),           |
| 2015  | 9 avril       | "Call Me Baby",                      |
| 2015  | 17 avril      | "Call Me Baby",                      |
| 2015  | 30 avril      | "Call Me Baby",                      |
| 2015  | 18 juin       | "Love Me Right"                      |
| 2016  | 16 juin       | "Monster"                            |
| 2016  | 23 juin       | "Monster"                            |
| 2016  | 30 juin       | "Monster"                            |
| 2016  | 25 août       | "Lotto"                              |
| 2016  | 1er septembre | "Lotto"                              |
| 2017  | 27 juillet    | "Ko Ko Bop"                          |
| 2017  | 3 août        | "Ko Ko Bop"                          |
| 2017  | 10 août       | "Ko Ko Bop"                          |
| 2017  | 14 septembre  | "Power"                              |

### Music Bank
| Année | Date         | Chanson                              |
| ----- | ------------ | ------------------------------------ |
| 2013  | 14 juin      | "늑대와 미녀 (Wolf)"                 |
| 2013  | 16 août      | "으르렁 (Growl)"                     |
| 2013  | 23 août      | "으르렁 (Growl)"                     |
| 2013  | 20 décembre  | "12월의 기적 (Miracles in December)" |
| 2013  | 27 décembre  | "12월의 기적 (Miracles in December)" |
| 2014  | 16 mai       | "중독 (Overdose)" (EXO-K)            |
| 2014  | 31 mai       | "중독 (Overdose)" (EXO-K)            |
| 2015  | 2 janvier    | "December, 2014 (The Winter's Tale)" |
| 2015  | 10 avril     | "Call Me Baby",                      |
| 2015  | 17 avril     | "Call Me Baby",                      |
| 2015  | 24 avril     | "Call Me Baby",                      |
| 2015  | 1er mai      | "Call Me Baby",                      |
| 2015  | 12 juin      | "Love Me Right",                     |
| 2015  | 19 juin      | "Love Me Right",                     |
| 2015  | 18 décembre  | "Sing for You"                       |
| 2015  | 25 décembre  | "Sing for You"                       |
| 2016  | 1er janvier  | "Sing for You"                       |
| 2016  | 17 juin      | "Monster"                            |
| 2016  | 24 juin      | "Monster"                            |
| 2016  | 1er juillet  | "Monster"                            |
| 2016  | 26 août      | "Lotto"                              |
| 2016  | 2 septembre  | "Lotto"                              |
| 2016  | 30 décembre  | "For Life"                           |
| 2017  | 28 juillet   | "Ko Ko Bop"                          |
| 2017  | 4 août       | "Ko Ko Bop"                          |
| 2017  | 15 septembre | "Power"                              |
| 2017  | 22 septembre | "Power"                              |
| 2018  | 5 janvier    | "Universe"                           |
| 2018  | 12 janvier   | "Universe"                           |
| 2018  | 9 novembre   | "Tempo"                              |
| 2018  | 16 novembre  | "Tempo"                              |
| 2018  | 21 décembre  | "Love Shot"                          |
| 2018  | 28 décembre  | "Love Shot"                          |
| 2019  | 4 janvier    | "Tempo"                              |
| 2019  | 6 décembre   | "Obsession"                          |
| 2019  | 13 décembre  | "Obsession"                          |

### Show! Music Core
| Année | Date        | Chanson                              |
| ----- | ----------- | ------------------------------------ |
| 2013  | 15 juin     | "늑대와 미녀 (Wolf)"                 |
| 2013  | 24 août     | "으르렁 (Growl)"                     |
| 2013  | 31 août     | "으르렁 (Growl)"                     |
| 2013  | 7 septembre | "으르렁 (Growl)"                     |
| 2013  | 14 décembre | "12월의 기적 (Miracles in December)" |
| 2013  | 21 décembre | "12월의 기적 (Miracles in December)" |
| 2014  | 17 mai      | "중독 (Overdose)" (EXO-K),           |
| 2014  | 24 mai      | "중독 (Overdose)" (EXO-K),           |
| 2015  | 11 avril    | "Call Me Baby",                      |
| 2015  | 18 avril    | "Call Me Baby",                      |
| 2015  | 25 avril    | "Call Me Baby",                      |
| 2015  | 2 mai       | "Call Me Baby",                      |
| 2015  | 13 juin     | "Love Me Right",                     |
| 2015  | 20 juin     | "Love Me Right",                     |
| 2015  | 27 juin     | "Love Me Right",                     |
| 2017  | 5 août      | "Ko Ko Bop"                          |
| 2017  | 12 août     | "Ko Ko Bop"                          |
| 2018  | 6 janvier   | "Universe"                           |
| 2018  | 22 décembre | "Love Shot"                          |
| 2019  | 7 décembre  | "Obsession"                          |
| 2019  | 14 décembre | "Obsession"                          |

### Inkigayo
| Année | Date          | Chanson                              |
| ----- | ------------- | ------------------------------------ |
| 2013  | 16 juin       | "늑대와 미녀 (Wolf)"                 |
| 2013  | 18 août       | "으르렁 (Growl)"                     |
| 2013  | 25 août       | "으르렁 (Growl)"                     |
| 2013  | 1er septembre | "으르렁 (Growl)"                     |
| 2013  | 15 décembre   | "12월의 기적 (Miracles in December)" |
| 2013  | 22 décembre   | "12월의 기적 (Miracles in December)" |
| 2014  | 18 mai        | "중독 (Overdose)" (EXO-K),           |
| 2014  | 25 mai        | "중독 (Overdose)" (EXO-K),           |
| 2014  | 1er juin      | "중독 (Overdose)" (EXO-K),           |
| 2015  | 5 avril       | "Call Me Baby",                      |
| 2015  | 12 avril      | "Call Me Baby",                      |
| 2015  | 19 avril      | "Call Me Baby",                      |
| 2015  | 21 juin       | "Love Me Right"                      |
| 2016  | 19 juin       | "Monster"                            |
| 2016  | 26 juin       | "Monster"                            |
| 2016  | 28 août       | "Lotto"                              |
| 2016  | 4 septembre   | "Lotto"                              |
| 2017  | 30 juillet    | "Ko Ko Bop"                          |
| 2017  | 6 août        | "Ko Ko Bop"                          |
| 2017  | 17 septembre  | "Power"                              |

### Global Chinese Music
Global Chinese Music de CCTV est un programme musical chinois.
| Année | Date   | Chanson                   |
| ----- | ------ | ------------------------- |
| 2014  | 10 mai | "上癮 (Overdose)" (EXO-M) |
| 2014  | 17 mai | "上癮 (Overdose)" (EXO-M) |